# Мухаметшин Фарід Хайруллович
Фарід Хайруллович Мухаметшин (тат. Фәрит Хәйрулла улы Мөхәммәтшин; нар. 22 травня 1947, Альметьєвськ, СРСР) — російський державний і політичний діяч. Голова Державної ради Республіки Татарстан. Кандидат соціологічних наук, доктор політичних наук. Дійсний член Академії технологічних наук Російської Федерації.

## Життєпис
Трудову діяльність Фарід Мухаметшин розпочав у 1963 році токарем на газобензиновому заводі міста Альметьєвська. Потім працював шофером автотранспортної контори тресту «Альметьєвбурнафта».
У 1966—1968 роках проходив службу в лавах Радянської армії.
1968—1970 роки — слюсар нафтопромислового управління «Al'met'evneft'».
У 1972 році закінчив Алметьєвський технікум газової промисловості.

### Партійна робота в Татарській АРСР
У 1970—1978 роках Фарід Мухаметшин працював на комсомольській і партійній роботі: інструктор Альметьєвського міськкому ВЛКСМ, інструктор промислово-транспортного відділу Альметьєвського міськкому КПРС.
У 1979 році закінчив Уфимський нафтовий інститут.
У 1978 році Фарід Мухаметшин був призначений заступником голови виконкому Альметьєвської міської Ради народних депутатів, у 1980—1985 роках обіймав посаду першого заступника голови виконкому Альметьєвської міської Ради народних депутатів. У 1978—1990 роках обирався депутатом Альметьєвської міської Ради народних депутатів.
У 1985—1987 роках — секретар, потім другий секретар Альметьєвського міськкому КПРС.
У 1986 році закінчив Саратовську вищу партійну школу.
З 1988 року Фарід Мухаметшин голова виконкому Альметьєвської міської Ради народних депутатів.
У 1989—1990 роках працював на посту міністра торгівлі Татарської АРСР.
У 1990 році — перший секретар Альметьєвського міськкому КПРС.

### В уряді Татарстану
У 1990 році Фарід Мухаметшин переведений на посаду заступника голови Ради міністрів Татарської РСР.
З 1991 року обіймав пост голови Верховної ради Татарської РСР, у 1992 році був ораний головою Верховної ради Республіки Татарстан.
У 1995—1998 роках — прем'єр-міністр Республіки Татарстан.
З 1998 року — голова Державної ради Республіки Татарстан.
З 1999 року — заступник голови Ради безпеки Республіки Татарстан.
З травня 1998 року по січень 2002 року Фарід Мухаметшин був обраний членом Ради Федерації Федеральних Зборів Російської Федерації, він входив до складу Комітету у справах Федерації, федеративного договору і регіональної політики.
У 2003 року Фарід Мухаметшин був обраний секретарем політради Татарстанського регіонального відділення партії «Єдина Росія». Неодноразово входив до трійки лідерів партійного списку на виборах депутатів Державної думи.

### Громадська діяльність
Був головою Альметьєвської міської Федерації хокею з шайбою, президентом Федерації хокею Республіки Татарстан, президентом хокейного клубу «Ак Барс».
З 2007 року — голова ради Асамблеї народів Татарстану.
У 2009 році Фарід Мухаметшин був обраний головою Координаційної ради у справах співвітчизників при Президентові Республіки Татарстан.
З 2011 року — президент Федерації волейболу Республіки Татарстан.
У 2012 році Фарід Мухаметшин був обраний членом Ради законодавців Російської Федерації. Також, він — голова Комісії з проблем міжнародного співробітництва. Член Президії Ради законодавців.
З 2013 року — заступник голови Ради при Президенті Республіки Татарстан з питань міжнаціональних та міжконфесійних відносин.

### Наукова діяльність
У 1996 році в Казанському державному університеті під науковим керівництвом доктора історичних наук, професора Ерика Рахматулліна захистив дисертацію на здобуття наукового ступеня кандидата соціологічних наук за темою «Представницькі та виконавчі органи влади Республіки Татарстан як фактор стабілізації соціальних процесів у період реформування політичної системи» (спеціальність 22.00.04 — соціальна структура, соціальні інститути та процеси). Офіційні опоненти — доктор філософських наук, професор Фаніль Файзуллін і кандидат філософських наук, професор Рафаїл Тагіров. Провідна організація — Нижегородський державний університет імені М. І. Лобачевського.
У 2001 році в Російській академії державної служби при Президенті Російської Федерації захистив дисертацію на здобуття наукового ступеня доктора політичних наук за темою «Федеративні відносини як фактор соціально-політичного розвитку республіки-суб'єкта Російської Федерації» (спеціальність 23.00.02 — політичні інститути, процеси і технології).
Автор ряду монографій та численних публікацій з проблем федеративного устрою, міжнаціональних відносин, політики та економіки перехідного періоду.

## Нагороди
- Орден «За заслуги перед Вітчизною» III ступеня (2017) — за великий внесок у зміцнення російської державності, розвиток парламентизму та активну законотворчу діяльність[3]
- Орден «За заслуги перед Вітчизною» IV ступеня (2012) — за великий внесок у зміцнення російської державності
- Орден Пошани (2005) — за заслуги в розвитку російської державності та активну участь у законотворчій діяльності
- Орден Дружби (1997) — за заслуги перед державою і великий внесок у зміцнення дружби і співпраці між народами
- Орден «За заслуги перед Республікою Татарстан» (2007) — за великий внесок у справу становлення державності Татарстану і соціально-економічного розвитку республіки
- Медаль «В пам'ять 1000-річчя Казані» (2005)
- Орден Дружби народів Республіки Башкортостан (2012)
- Почесна грамота Президента Російської Федерації (2008) — за активну участь у підготовці проекту Конституції Російської Федерації і великий внесок у розвиток демократичних засад Російської Федерації
- Почесна грамота Уряду Російської Федерації (1997) — за заслуги у розвитку економіки Республіки Татарстан, вдосконалення федеративних відносин та багаторічну сумлінну працю
- Нагороджений іншими державними, урядовими, відомчими та громадськими нагородами Російської Федерації, суб'єктів Російської Федерації та Республіки Татарстан.
- Орден «За вірність обов'язку» (Республіка Крим, 28 червня 2017 року) — за внесок у зміцнення дружби і співробітництва з Республікою Крим, розвиток соціально-економічних і культурних зв'язків[4]

## Родина
Одружений. Дорослі син і дочка. Чотири онуки та онук.
Дочка Лілія працює лікарем, син Дамір є заступником генерального директора — директором департаменту ПАТ «Татнафта» в м. Казані.